# المريخيون
المريخيون مسلسل رسوم متحركة أمريكي عرض لأول مره في 8 سبتمبر 1973 واستمر عرضه حتى 22 ديسمبر 1973 تمت دبلجة المسلسل للغة العربية بواسطة مركز الزهرة وعرض على قناة سبيس تون.

## الأصوات
- مارتن أوهارا
- هوارد موريس - تيم أوهارا، بيل برينان، تايني
- كاتي أوهارا، لورلي براون، جان
- لين شيمر - أندروميدا (أندي)

### الأصوات العربية
- عادل أبو حسون - سمير
- ميادة درويش - ليلى
- محمد خير أبو حسون - سعيد
- رأفت بازو - رواد
- آمنة عمر - كليوبترا
- هنادي السعدي - المدرسة
و
- يحيى الكفري - برهان
- محمد خرماشو (غير مدرج)

## روابط خارجية
My Favorite Martian:
- المريخيون على موقع IMDb (الإنجليزية)
- المريخيون على موقع ميتاكريتيك (الإنجليزية)
- المريخيون على موقع روتن توميتوز (الإنجليزية)
- المريخيون على موقع كينوبويسك (الروسية)
- المريخيون على موقع ألو سيني (الفرنسية)
- المريخيون على موقع قاعدة بيانات الفيلم (الإنجليزية)
- المريخيون على موقع أول موفي (الإنجليزية)
- Extensive Overview of My Favorite Martian
- Another look at My Favorite Martian

My Favorite Martians:
- My Favorite Martians في قاعدة بيانات الرسوم المتحركة الكبيرة